# Ivan Tsarévitch chevauchant le loup gris
Ivan Tsarévitch chevauchant le loup gris est un tableau du peintre russe Viktor Vasnetsov d'après le conte russe Ivan Tsarévitch.

## Histoire
Le tableau est peint en 1889, au cours de la période durant laquelle Viktor Vasnetsov travaille dans la cathédrale Saint Vladimir de Kiev avec Mikhaïl Nesterov. En 1888, il abandonne pour quelque temps ses travaux pour réaliser Ivan Tsarévitch chevauchant le loup gris.
Après l'avoir terminé il le présente à une exposition des peintres des Ambulants. 

## Sujet
Le tableau est une illustration d'un conte russe bien connu en Russie et dans les pays slaves : Ivan Tsarévitch. Le tsarévitch Ivan est un personnage célèbre dans le folklore russe. Il fuit ses poursuivants ensemble avec la Belle Hélène (en russe : Hélena Prekrasna) à travers la forêt sombre. Le loup gris est son véritable ami qui le protège de tous les dangers. Ivan est à la recherche de l'Oiseau de feu qui a volé les pommes d'or dans le jardin du roi. 
Le peintre a utilisé les portraits de Natalia et Tatania Mamontova pour peindre le personnage d'Hélène (cousines de Vera Mamontova de la peinture La Jeune Fille aux pêches de Valentin Serov).

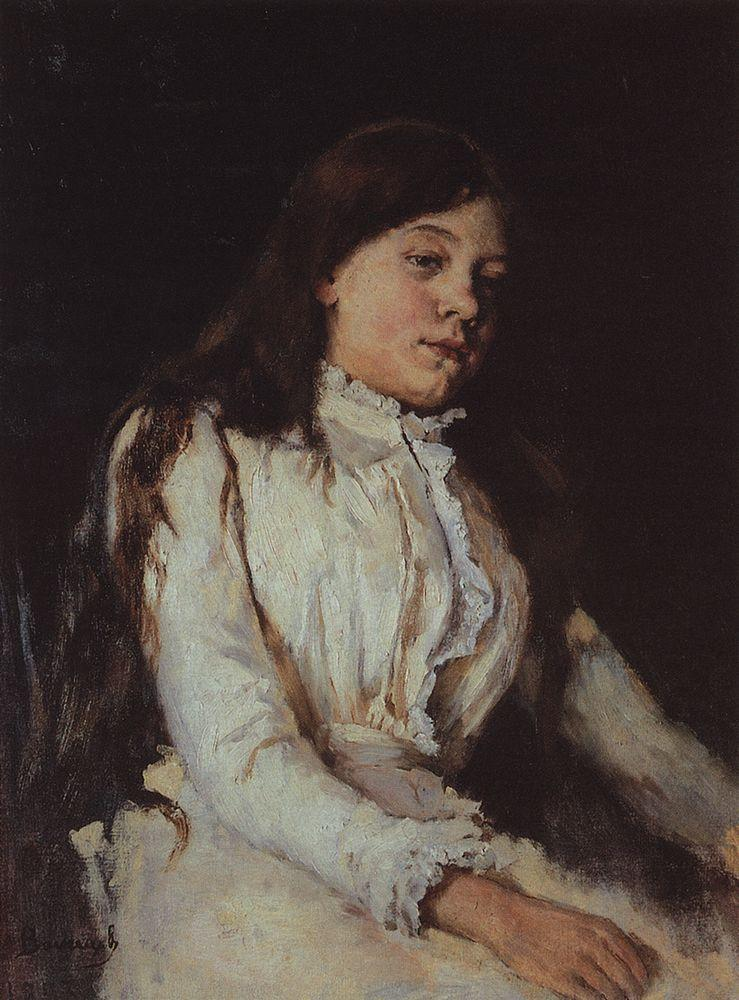
Portrait de Natalia Anatolevna Mamontova, étude pour le personnage d'Éléna Prekrasna dans ce tableau (1883).

## Sources
- (ru) Cet article est partiellement ou en totalité issu de l’article de Wikipédia en russe intitulé « Иван-царевич на Сером Волке » (voir la liste des auteurs).

- (ru) Cet article est partiellement ou en totalité issu de l’article de Wikipédia en russe intitulé « Иван-царевич и Серый волк » (voir la liste des auteurs).